# جي. سميث
جي. سميث (بالإنجليزية: G. O. Smith)‏ (25 نوفمبر 1872 سري المملكة المتحدة - 6 ديسمبر 1943 المملكة المتحدة) هو لاعب كرة قدم بريطاني.